# Arbyrd (Misuri)
Arbyrd es una ciudad ubicada en el condado de Dunklin en el estado estadounidense de Misuri. En el Censo de 2010 tenía una población de 509 habitantes y una densidad poblacional de 195.74 personas por km².

## Geografía
Arbyrd se encuentra ubicada en las coordenadas 36°3′12″N 90°14′24″O / 36.05333, -90.24000. Según la Oficina del Censo de los Estados Unidos, Arbyrd tiene una superficie total de 2.6 km², de la cual 2.6 km² corresponden a tierra firme y (0 %) 0 km² es agua.

## Demografía
Según el censo de 2010, había 509 personas residiendo en Arbyrd. La densidad de población era de 195.74 hab./km². De los 509 habitantes, Arbyrd estaba compuesto por el 94.3 % blancos, el 0 % eran afroamericanos, el 0.2 % eran amerindios, el 0% eran asiáticos, el 0 % eran isleños del Pacífico, el 4.72 % eran de otras razas y el 0.79 % pertenecían a dos o más razas. Del total de la población el 8.25 % eran hispanos o latinos de cualquier raza.